# Пассуш (Фафи)
Пассуш (порт. Passos) — район (фрегезия) в Португалии, входит в округ Брага. Является составной частью муниципалитета Фафе. Находится в составе крупной городской агломерации Большое Минью. По старому административному делению входил в провинцию Минью. Входит в экономико-статистический субрегион Аве, который входит в Северный регион.
Население составляет 1113 человека на 2001 год. Занимает площадь 3,82 км².